# Station Tonbridge
Tonbridge is een spoorwegstation van National Rail in Tonbridge and Malling in Engeland. Het station is eigendom van Network Rail en wordt beheerd door Southeastern. 